# محمد بن عمر زبير
محمد بن عمر زبير (1351- 1442 هـ/ 1932- 2021 م) مدير جامعة الملك عبد العزيز سابقًا، وهو ثاني مدير لجامعة الملك عبد العزيز منذ تأسيسها حيث عمل مديرًا للجامعة خلال الفترة من 1391 هـ حتى 1399 هـ.

## الحياة الشخصية والتعليم
ولد زبير عام 1351 هـ/1932 م، وحصل على شهادة الدكتوراة في الاقتصاد من جامعة كونيتيكت بالولايات المتحدة الأمريكية عام 1390 هـ الموافق 1970.

## المسيرة العملية
عمل خبيرًا بالهيئة المركزية للتخطيط عام 1385 هـ، عين عميد لكلية الاقتصاد والإدارة جامعة الملك عبد العزيز بجدة من عام 1391 هـ حتى عام 1393 هـ، ثم أمينًا عامًا للجامعة، فوكيلًا لها، إلى أن عين مديرًا للجامعة من سنة 1391 هـ حتى نهاية عام 1399 هـ، بالإضافة لذلك عمل زبير عدة أعمال خارج النطاق الأكاديمي أبرزها:
- رئيس اللجنة العلمية بالمعهد الإسلامي للبحوث والتدريب التابع للبنك الإسلامي للتنمية بجدة.
- عضو مؤسس للجمعية الدولية للاقتصاد الإسلامي في لندن ثم رئيسًا لها.
- شارك بصفة خبير في دورات مجمع الفقه الإسلامي التابع لمنظمة المؤتمر الإسلامي، وساهم في الندوات التي يعقدها الاتحاد الدولي للبنوك الإسلامية.
- عضو اللجنة الخاصة لتقييم أداء البنك الإسلامي للتنمية.

## المؤلفات
من مؤلفاته:
- «دور الدولة في تحقيق أهداف الاقتصاد الإسلامي»،[4] نُشر عام 1424 هجريًا الموافق 2003 ميلاديًا (ردمك 9960320251)

## الجوائز
منح البنك الإسلامي للتنمية الذي يقع مقره في جدة غرب المملكة العربية السعودية جائزة الاقتصاد الإسلامي للعام 1415 هـ إلى الدكتور محمد عمر زبير، تقديرًا لجهوده الرائدة ومساعيه الجادة في سبيل تطوير علم الاقتصاد الإسلامي الحديث.

## الوفاة
توفي يوم الأحد 5 شعبان 1442 هـ الموافق  18 مارس 2021 وهو يصلي الظهر بالمسجد المجاور لمنزله بحي الأمير فواز الجنوبي في مدينة جدة.